# Hermógenes (jurisconsulto)
Hermógenes o Hermogeniano fue un jurista de la Antigüedad al que se le atribuye la autoría  del llamado Código Hermogeniano, que era una recopilación de leyes del Imperio romano que fue redactada a principios del siglo IV o fines del siglo III. No se conocen datos de la biografía de Hermógenes, pero se cree que fue probablemente un alto funcionario. Es posible que sea el mismo autor del Libri epitomarum juris, un epítome de temas de derecho citado en las Pandectas.